# Marco Antonio Barrera
Marco Antonio Barrera Tapia (Città del Messico, 17 gennaio 1974) è un pugile messicano.

## Carriera

### Carriera da dilettante
Barrera ha terminato la sua carriera da dilettante con un record di 104-4 ed è stato cinque volte campione nazionale.  Ha compilato una striscia di 56 vittorie consecutive prima di perdere il suo primo match da dilettante.

### Carriera da professionista
Soprannominato "Baby Faced Assassin", è stato sette volte campione del mondo. È stato più volte detentore del titolo WBO dei pesi supergallo, IBO e WBC dei pesi piuma, WBC e IBF dei pesi superpiuma.
È nel 43º posto della classifica dei più grandi pugili di sempre di ESPN.
Il suo avversario principale fu Erik Morales , Barrera perse il primo match aggiudicandosi però la rivincita e la terza sfida della trilogia. Il suo declino inizio' dopo la sconfitta subita da Manny Pacquiao per KOT al round 11
È famoso inoltre per essere stato l'unico pugile ad aver sconfitto Naseem Hamed.